# 李栄 (言語学者)
李栄（り えい、1920年2月4日 - 2002年12月31日）は、中国の言語学者。

## 経歴
1920年、浙江省温嶺に生まれた。日中戦争中の1939年に昆明の西南連合大学に入学した。その際の同級生に朱徳熙がいた。戦後の1946年に学位論文『切韻』を北京大学に提出して修士号を取得した。
同1946年に北京大学の助教に就任。1949年に山東大学の副教授に就いた。国共内戦を経て中華人民共和国が成立すると、1950年に中国社会科学院語言研究所に入り、主に方言研究を行った。1979年に雑誌『方言』を創刊し、その編集長をつとめた。1989年には全国漢語方言学会の初代会長に就任した。『中国語言地図集（漢語方言部分）』(香港朗文出版1987,1989)および『現代漢語方言大詞典』(江蘇教育出版社1993-1997,42冊)の編集長を務めた。

## 研究内容・業績
中国語音韻史の研究で知られ、また中国語の方言研究の指導的な立場にあった。

## 著作
- 『切韻音系』(中国科学院1952、のち科学出版社1956)

戦後に発見された完本王韻をもとに研究を行い、俟母の存在など、いくつかの新しい問題を指摘した。
- 『音韻存稿』(商務印書館1982)

音韻史に関する論文集で、規則的な音変化以外の多くの現象を指摘した「語音演変規律的例外」などの論文を含む。
- 『語文論衡』(商務印書館1985)

方言・文字学等に関する論文集。
- 『方言存稿』(商務印書館2012)

没後に出版された。晩年の文章を集めたもの。

### 共著
丁声樹と共著の書が多くある。
- 『方言調査字表』中国科学院語言研究所1956
- 『漢語方言調査手冊』科学出版社1957
- 『漢語音韻講義』1957年油印（のち1984年に上海教育出版社から出版。本文は丁声樹・表は李栄)
- 『古今字音対象手冊』科学出版社1958
- 『昌黎方言志』北京科学出版社1960
- 『現代漢語語法講話』商務印書館1961(8人の共著)

### 翻訳
李栄は趙元任の『Mandarin Primer』を中国語に抄訳し、『北京口語語法』(開明書店1952)として出版している。